# 還暦
還暦（）とは干支（十干十二支）が一巡し誕生年の干支に還ること。誕生年に60を加えた年つまり数え61歳（≒満60歳）。人の年齢を表す場合が多い。年祝い（算賀・賀の祝い）する場合が多いが厄払い儀礼を行う場合もある。華甲（）・本卦還り（）とも表現する。

## 概要
赤ちゃんに還るという意味と捉え、赤を基調とするお祝いを行う風習がある。魔除けのため赤色産着が以前は使われていたので日本における還暦祝いでは「出生時に還る」という意味で赤色の衣服（頭巾やちゃんちゃんこなど）を本人に贈る場合がある。
長生きを祝う賀寿について、本来は数え年で祝うものとされたが、還暦以外は満年齢で置き替えて祝うことが多くなったとされる。一方で年齢のお祝いとして、数え年、満年齢のいずれでも差し支えないとするものもある。地域によっても慣習は異なる。
因みに数え31歳を半還暦（）・数え121歳を大還暦（）と表現する。

## 還暦祝いの行事
- 還暦式 - 成人式のように還暦を第二の人生の出発として祝う「還暦式」と呼ばれるものが行われ始めた。2007年10月民間主導の佐世保市[7]、地方公共団体が催した2005年11月の壱岐市[8]や2008年10月の市川市[9]などがその始まりである。
- プロレスは選手寿命が長いので現役中に還暦を迎える場合があり、ジャイアント馬場・ラッシャー木村などが「還暦記念試合」を行っている。試合日は満60歳の誕生日頃が多い。
- 大相撲では現役時代の最高位が横綱の元力士が還暦を迎えた際に、「長寿祝い」として行われる特別な横綱土俵入りとして還暦土俵入りが行われる。しかし、元力士は平均寿命も健康寿命も一般人より短い傾向にあるため、実施できずに終わる元横綱も多い。

## 西洋での60年祭
西洋には、ダイヤモンドを60周年の祝いに贈る風習があり、結婚60周年はダイヤモンド婚式ともいう。ヴィクトリア女王の即位60周年は、ダイヤモンド・ジュビリーとして盛大に祝賀された。